# Authari

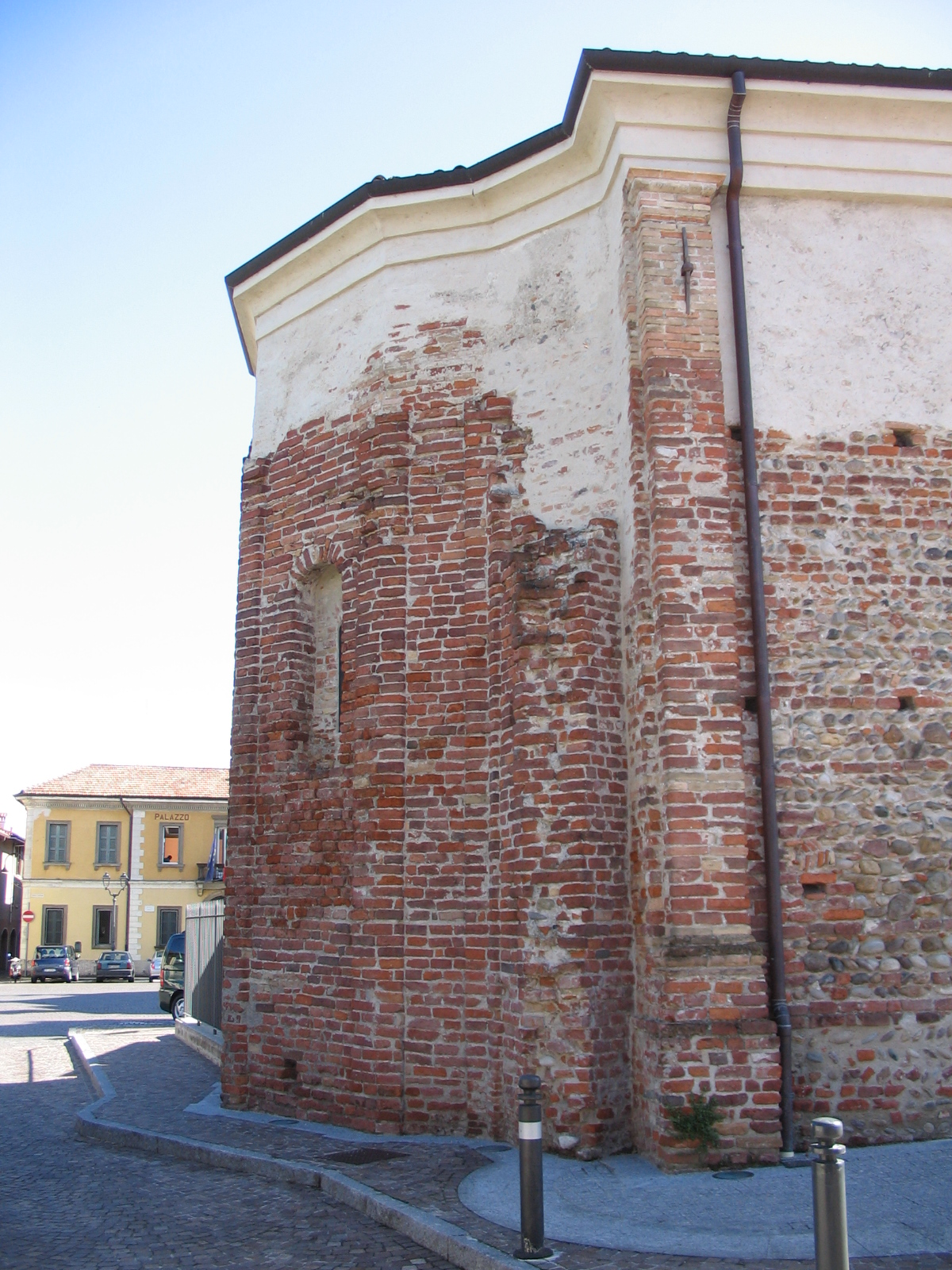
De Basilica Autarena in Fara Gera d'Adda, gebouwd door Authari.

Authari (540 - 5 september 590) was koning van de Longobarden van 584 tot 590.
Authari kwam aan het bewind toen de Longobarden er politiek en militair slecht voorstonden. Door aanvallen van Franken en het dreigende optreden van Avaren en Slaven moest het Longobardische Rijk weer geconsolideerd worden na een periode van grote politieke onrust. Met de kroning van Authari werd het rijk van de Longobarden - na het bestuur door hertogen sinds de dood van Alboin – opnieuw een koninkrijk. Dat hield in dat de hertogen de helft van hun bezit aan de kroon afstonden waardoor Authari een eigen - koninklijke - machtsbasis op kon bouwen. Als legitimering van zijn macht over de in het Longobardenrijk verblijvende Romeinen nam hij de naam Flavius aan, een naam die later onderdeel werd van de koningstitel van de Langobardische koningen. Hiermee kwam een einde aan de binnenlandse onrust in het Longobardenrijk.
De buitenlandse politiek van Authari werd voornamelijk bepaald door de strijd tegen Franken en het Byzantijnse Rijk. Om het gevaar van de Franken te neutraliseren probeerde Authari een alliantie te sluiten met Beieren. Dat leek te lukken door een huwelijk met Theodelinde, dochter van Garibald, hertog van Beieren. Al gauw werd Garibald I van Beieren echter verjaagd door Tassilo I van Beieren, waarna Theodelinde en haar broer Gundoald naar Italië vluchtten. 
Op 15 mei 589 trouwden Authari en Theodelinde maar het huwelijk duurde kort. In 590 vielen de Franken de Longobarden opnieuw aan en trokken slechts terug verzwakt door ziekten en hongersnood; niet door de weerbaarheid van de Longobarden. Tijdens zijn pogingen om vrede te sluiten overleed Authari – misschien door vergiftiging. Hij werd opgevolgd door Agilulf.
De naam Authari wordt wel afgeleid van *Audh-herra, “heer des rijkdoms”.